# Prasinocyma neglecta
Prasinocyma neglecta là một loài bướm đêm trong họ Geometridae.